# Murtaz Daushvili
Murtaz Daushvili (Tiflis, 1 de mayo de 1989) es un futbolista georgiano que jugó de centrocampista en el APOEL de Nicosia del CYTA Championship. Es internacional con la selección de fútbol de Georgia.

## Selección nacional
Daushvili fue internacional sub-17, sub-19 y sub-21 con la selección de fútbol de Georgia, antes de convertirse en internacional absoluto el 19 de noviembre de 2008 en un partido amistoso frente a la selección de fútbol de Rumania.

## Clubes
| Club                  | País    | Año       |
| --------------------- | ------- | --------- |
| Dinamo-2 Tiflis       | Georgia | 2004-2005 |
| Zestafoni             | Georgia | 2005-2011 |
| FC Lviv               | Ucrania | 2012      |
| Karpaty Lviv (cedido) | Ucrania | 2012      |
| Karpaty Lviv          | Ucrania | 2012-2016 |
| Diósgyőri VTK         | Hungría | 2016-2017 |
| FC Samtredia          | Georgia | 2018      |
| Szombathelyi Haladás  | Hungría | 2018-2019 |
| Anorthosis Famagusta  | Chipre  | 2019-2021 |
| APOEL FC              | Chipre  | 2021-2023 |

## Palmarés

### Títulos nacionales
| Título         | Club                 | País    | Año  |
| -------------- | -------------------- | ------- | ---- |
| Erovnuli Liga  | Zestafoni            | Georgia | 2011 |
| Copa de Chipre | Anorthosis Famagusta | Chipre  | 2021 |